# Dinkha IV Khanania
Mar Dinkha IV o Mar Dinja (en siríaco ܡܪܝ ܕܢܚܐ ܪܒܝܥܝܐ; en árabe مار دنخا الرابع, nacido como Dinkha Khanania o Dinja Jananía; Darbandokeh, 15 de septiembre de 1935 - Rochester, Minnesota, 26 de marzo de 2015) fue un religioso iraquí, Patriarca-Catolicós de la sede de Seleucia-Ctesifonte y cabeza de la Iglesia asiria del Oriente entre 1976 y 2015.

## Biografía
Fue obispo de Teherán (Irán), antes de ser nombrado patriarca tras el asesinato de su predecesor, Simón XXIII Eshai, en San José (California). Aun así Mar Dinkha fijó su residencia en los Estados Unidos, en la ciudad de Chicago (Illinois).
Su gobierno fue de gran diálogo con otras confesiones. 
En 1994 Mar Dinkha o (como se pronuncia en español: Mar Dinja) firmó con el papa católico Juan Pablo II una «Declaración cristológica común» poniendo final  las dos iglesias con la discusión bizantina entre las dos iglesias cristianas que se  basaba en la doxa controversial originada a partir de Nestorio. En 1996 firmó un acuerdo de cooperación con el patriarca caldeo de Bagdad, Rafael I Bidawid. En 1997 entró en negociaciones con la Iglesia ortodoxa siria e interrumpió una serie de anatemas mutuos. Sin embargo, continúa la escisión en el seno de su iglesia producida en 1969, que dio origen a la Antigua Iglesia del Oriente, cuyo patriarca —que utiliza los mismos títulos que Mar Dinkha— es Mar Addai II, que fijó su sede en Bagdad.

## Muerte
Mar Dinkha IV falleció la mañana del jueves 26 de marzo de 2015 debido a una infección viral y una pneumonía, en la ciudad de Rochester, Minnesota, EE. UU.